# Franz Pforr
Franz Pforr (Frankfurt am Main, 5 de abril de 1788 – Albano Laziale, 16 de junho de 1812) foi um pintor do movimento alemão Nazarenos.

## Biografia

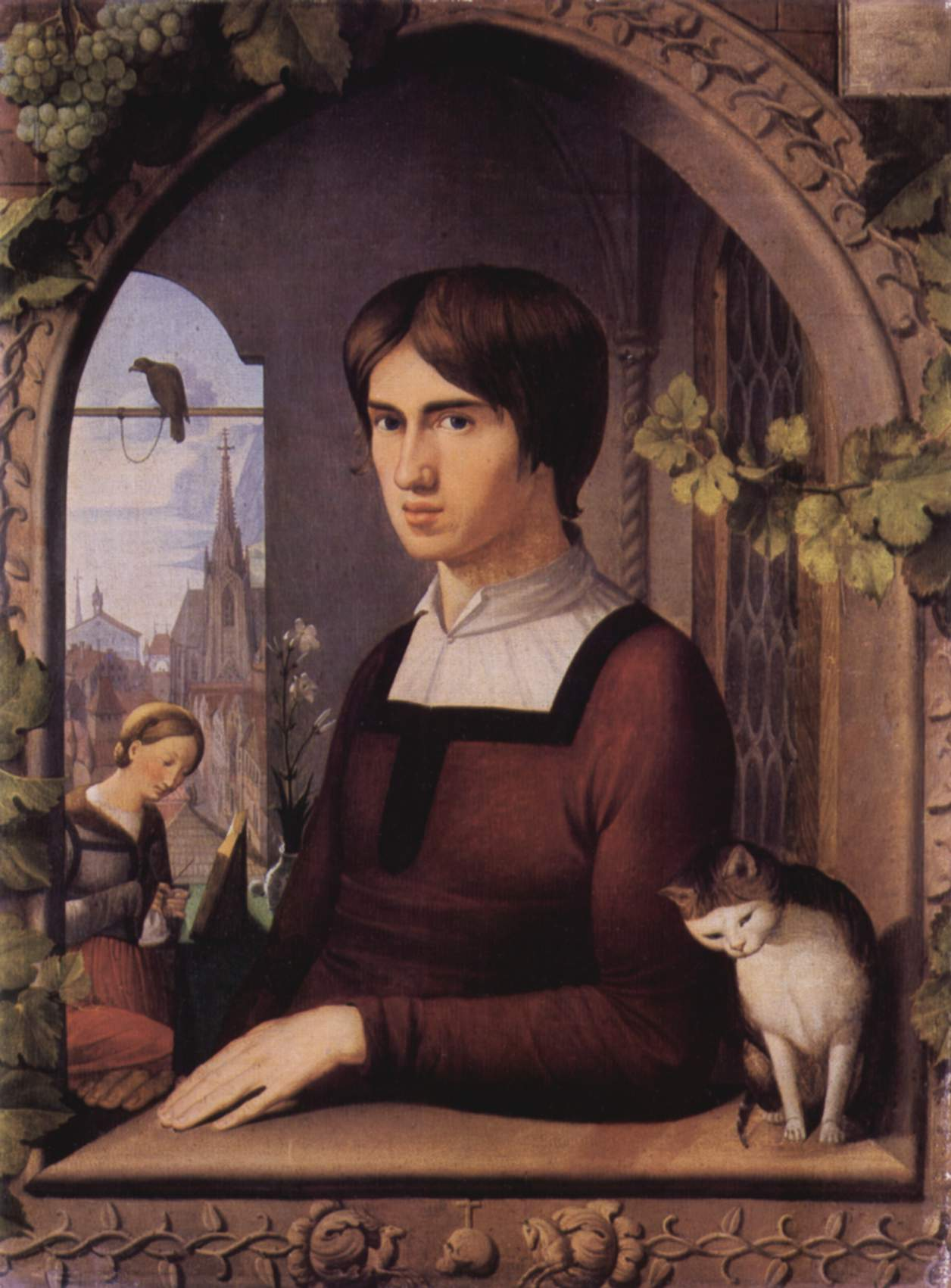
Retrato de Johann Friedrich Overbeck, 1810

Franz recebeu o primeiro treinamento de seu pai, o pintor Johann Georg Pforr (1745-1998) e também de seu tio Johann Heinrich Tischbein the Young (1742-1808), professor de arte e primeiro inspetor da galeria de pintura em Kassel.
Enquanto estudava na Academia de Belas-Artes de Viena, acabou abandonando os estudos em 1810 e deslocou-se para Roma na companhia de outros estudantes, incluindo Johann Friedrich Overbeck, Peter Cornelius, Ferdinand Olivier, Willhelm Schadow, Julius Schnorr von Carolsfeld, e Philipp Veit. Procurando pela espiritualidade perdida em sua arte, viveram num mosteiro abandonado da Igreja de Santo Isidoro em Capo le Case.
Pforr não teve a oportunidade de viver tempo suficiente para ver a sua arte reconhecida, pois morreu de tuberculose aos 24 anos, no dia 16 de junho de 1812, em Albano Laziale, Roma.